# 塘西街道
塘西街道，是中华人民共和国安徽省马鞍山市花山区下辖的一个乡镇级行政单位。

## 行政区划
塘西街道下辖以下地区：
南塘社区、宁南新村社区、钟村社区、绿洲花园社区和金安社区。